# Snakes (juego de N-Gage)
Snakes es una actualización del clásico juego Snake de Nokia.

## Características
- La distribución viral permitiría que el juego se copiara a sí mismo en otro N-Gage usando Bluetooth como portador.
- El juego para un jugador tiene 42 niveles (37 en la Serie N), con cuadrículas cuadradas y hexagonales disponibles en el campo de juego. Los niveles más altos permiten al jugador trepar por los bordes y jugar en ambas superficies del campo de juego.
- Hasta cuatro jugadores pueden jugar en un juego multijugador usando 4 dispositivos N-Gage y bluetooth como operador.
- Nokia mantiene una tabla de clasificación mundial de puntajes, una vez accesible a través del servicio N-Gage Arena. Cualquier N-Gage con un plan de datos válido puede cargar la puntuación más alta desde el juego.

## Compatibilidad
Aunque Snakes fue diseñado principalmente para la plataforma Nokia N-Gage, también estuvo disponible para Nokia N95. Varios otros dispositivos también admitieron el archivo optimizado mencionado anteriormente, un ejemplo fue Nokia E65, que podía admitir y ejecutar el juego a una velocidad de fotogramas casi completa como en Nokia N95. Sin embargo, hubo casos en los que un teléfono compatible con el juego se bloqueó inmediatamente después de iniciar la aplicación.

## Recepción
El juego recibió críticas "favorables" según el sitio web de agregación de reseñas Metacritic

## Secuela
Una secuela titulada Snakes Subsonic fue lanzada el 22 de mayo de 2008 para la plataforma N-Gage de segunda generación . Fue desarrollado por Barking Lizards.